# Andenbekassine

Verbreitungsgebiet der Andenbekassine

Die Andenbekassine (Gallinago jamesoni), Syn. Xylocota jamesoni; Chubbia jamesoni, ist eine Vogelart aus der Familie der Schnepfenvögel (Scolopacidae).
Früher wurde die Art in die Gattung Chubbia gestellt.
Die Art wurde auch als konspezifisch mit der Kordillerenbekassine (G. stricklandii) angesehen und als Gallinago stricklandii jamesoni bezeichnet.
Der Vogel kommt in der Sierra Nevada de Santa Marta und in den Anden von Kolumbien bis Venezuela und Bolivien vor.
Der Lebensraum umfasst eine Vielzahl an Habitaten von offenen sumpfigen Wäldern, Bambus, Polylepis bis Moore in Küstennähe, auch grasbewachsene Sumpfgebiete oberhalb der Baumgrenze, offene Hänge im Páramo von 2100–3000–4400 m Höhe, häufig auch weit vom Wasser entfernt.
Der Artzusatz bezieht sich auf den schottischen Botaniker William Jameson (1796–1873).

## Merkmale
Die Art ist 28–30 cm groß und wiegt 140–252 g. Diese Bekassine ist wuchtig und erinnert an Waldschnepfen. Die Hauptfärbung ist dunkel- bis rotbraun mit breiten hellen Linien auf dem Rücken. Am Kopf sind keinen breiteren weißen Streifen vorhanden, wie sonst bei Bekassinen üblich. Die dunklen Ohrdecken gehen nicht in die Zügel über. Um die Augen findet sich ein schmaler weißer Augenring, hinter dem Auge ein kleiner heller Fleck. Die Kehle ist kaum abgegrenzt, die Unterseite gelbbraun mit unterbrochenen Binden an Brust und Bauch, weißlicher am Bauch und dort kräftiger gebändert. Der Schwanz ist rotbraun und schwarz gebändert mit gelbbraunen Spitzen, Flügel und Schwanz ohne weiß. Die Iris ist dunkelbraun, der Schnabel oliv-grau, breit an der Basis und zur Spitze hin schlanker werdend und oft leicht abfallend. Die Beine sind oliv-grün bis grau.
Die Geschlechter unterscheiden sich nicht, es gibt keine saisonalen Variationen. Jungvögel haben wärmere Färbung der Flügeldecken mit weniger deutlicher Bänderung, dafür helle gelbbraune Spitzen.
Die Art ähnelt der Kordillerenbekassine (G. stricklandii) und Kaiserbekassine (G. imperialis), hat aber kein Weiß auf Flügeln und Schwanz, auch ist die Schnabelform anders. Im Flug sind die Flügel etwas länger und schmaler.

## Geografische Variation
Die Art ist monotypisch.
Die von Moore 1937 vorgeschlagene Unterart (Ssp.) Chubbia jamesoni chapmani wird nicht als abgrenzbar anerkannt.

## Stimme
Der Gesang wird als kurzes, dann langes Pfeifen beschrieben, meist in der Dämmerung beim Fliegen. Der Ruf besteht aus kurzen und wiederholten unmusikalischen Lauten. Zum Balzverhalten gehören Geräusche mit den gespreizten Schwanzfedern im langen Sturzflug, die wie ein gedämpfter weit entfernter Düsenjet klingen. Das Weibchen antwortet mit einem an- und absteigendem “whi’whi’whi’whi’whi’whi’”. Wird die Art aufgescheucht, lässt sie ein trockenes “whi-whi” hören.

## Lebensweise
Die Art ist ein Standvogel, zeigt keine Wanderbewegung, ist wenig tagaktiv, meist in der Dämmerung unterwegs. Die Nahrung ist nicht untersucht.
Die Brutzeit liegt wohl zwischen Februar und Anfang April. Allerdings wurden Nester auch im Mai und zwischen August und November gefunden. Das Nest ist eine flache Vertiefung im Graus auf einer trockenen Stelle. Das Gelege besteht aus zwei Eiern, die Küken sind gelbbraun-braun mit auffälligem fuchsrotem Muster und einigen weiß-braunen Streifen an Kopf und Rücken.

## Gefährdungssituation
Der Bestand gilt als „nicht gefährdet“ (Least Concern).